# فیات کروما

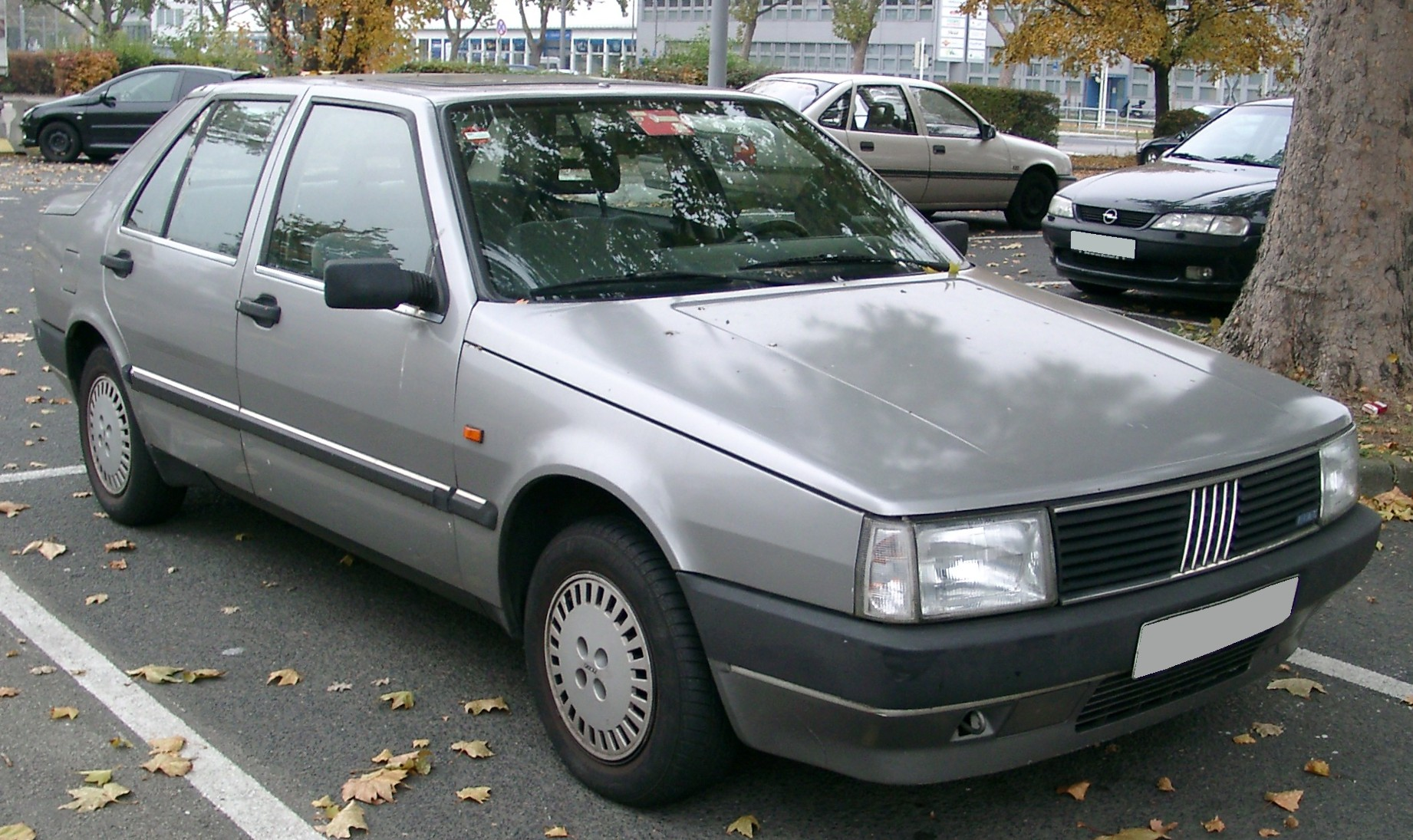

فیات کروما (Fiat Croma) خودرویی است که در سال‌های ۱۹۸۵ تا ۱۹۹۶ و ۲۰۰۵ - کنون تولید شده‌است.طراحی آن خودروهای موتور جلو-محور جلو بوده وزن آن در حالت طبیعی ۱٬۰۹۵ کیلوگرم (۲٬۴۱۴ پوند)(حدودی)، است.